# Reject
Albums de Anti-Flag
Die for the Government
(1996) God Squad / Anti-Flag
(1996)
EPs par Against All Authority
-AAA- & The Pist
(1996) All Fall Down
(1998)
Reject est un EP, split avec le groupe ska punk Against All Authority, sorti en 1996 sur 7",.
Bien que l'EP original soit très difficile à trouver, à cause de son édition DIY, il peut être trouvé sur internet, sur les sites de partage de musique.

## Liste des pistes
| Reject | Reject                       | Reject                | Reject | Reject | Reject | Reject | Reject | Reject | Reject |
| No     | Titre                        | Groupe                | Durée  |        |        |        |        |        |        |
| ------ | ---------------------------- | --------------------- | ------ | ------ | ------ | ------ | ------ | ------ | ------ |
| 1.     | The Truth                    | Anti-Flag             | 2:32   |        |        |        |        |        |        |
| 2.     | Anti-Violent                 | Anti-Flag             | 2:57   |        |        |        |        |        |        |
| 3.     | Daddy Was A Rich Man Part II | Anti-Flag             | 1:10   |        |        |        |        |        |        |
| 4.     | Nothing To Lose              | Against All Authority | 2:04   |        |        |        |        |        |        |
| 5.     | When It Comes Down           | Against All Authority | 1:35   |        |        |        |        |        |        |
| 6.     | Haymarket Square             | Against All Authority | 2:08   |        |        |        |        |        |        |
| 12:29  |                              |                       |        |        |        |        |        |        |        |

- The Truth et Anti-Violent seront rééditées sur Their System Doesn't Work for You.
- Daddy Was A Rich Man Part II est une version condensée de la piste Your Daddy Was a Rich Man, Your Daddy's Fucking Dead sur Die for the Government.
- Nothing To Lose sera rééditée sur 24 Hour Roadside Resistance.
- Haymarket Square sera rééditée sur Nothing New for Trash Like You.